# Hemerobius nairobicus
Hemerobius nairobicus är en insektsart som beskrevs av Navás 1910. Hemerobius nairobicus ingår i släktet Hemerobius, och familjen florsländor. Inga underarter finns listade.